# Сереброцирконий
Сереброцирконий — бинарное неорганическое соединение, интерметаллид
серебра и циркония
с формулой AgZr,
кристаллы.

## Получение
- Сплавление стехиометрических количеств чистых веществ:

{\displaystyle {\mathsf {Ag+Zr\ {\xrightarrow {1153^{o}C}}\ AgZr}}}

## Физические свойства
Сереброцирконий образует кристаллы
ромбической сингонии, пространственная группа I 4/mmm, параметры ячейки a = 0,3471 нм, c = 0,6603 нм, Z = 2,
структура типа титанмеди γ-CuTi
.
Соединение образуется по перитектической реакции при температуре 1153 °C (1136 °C)
и имеет область гомогенности 49÷53,3 ат.% циркония.